# Ꙗ
Ꙗ, ꙗ – ligatura cyrylicy powstała z połączenia liter І oraz А. Wykorzystywana była dawniej w alfabecie języka bułgarskiego, w którym oznaczała dźwięk [ja]. Współcześnie używana jest w alfabecie języka cerkiewnosłowańskiego.

## Kodowanie
| Znak                   | Ꙗ                                  | Ꙗ                                  | ꙗ                                | ꙗ                                |
| ---------------------- | ---------------------------------- | ---------------------------------- | -------------------------------- | -------------------------------- |
| Nazwa w Unikodzie      | Cyrillic Capital Letter Iotified A | Cyrillic Capital Letter Iotified A | Cyrillic Small Letter Iotified A | Cyrillic Small Letter Iotified A |
| Kodowanie              | dziesiątkowo                       | szesnastkowo                       | dziesiątkowo                     | szesnastkowo                     |
| Unicode                | 42582                              | U+A656                             | 42583                            | U+A657                           |
| UTF-8                  | 234 153 150                        | ea 99 96                           | 234 153 151                      | ea 99 97                         |
| Odwołania znakowe SGML | &#42582;                           | &#xA656;                           | &#42583;                         | &#xA657;                         |